# 神流町
神流町（日语：／ Kanna machi */?）是群馬縣西南部，多野郡的一個人口約2,700人的町。 2003年（平成15年）4月設立，由多野郡内的2町村，万場町與中里村合併成立。這里是日本最早的恐龍足跡化石發現地。